# Nothura darwinii
La cotorna di Darwin (Nothura darwinii G.R.Gray, 1867) è un uccello  della famiglia Tinamidae.

## Descrizione
Lunghezza: 25–27 cm.

Peso: 179-200 g (ssp boliviana), 215-255 g (ssp. agassizii).

## Distribuzione e habitat
Perù, Bolivia, Argentina.

## Sistematica
Sono note 5 sottospecie:
- Nothura darwinii agassizii Bangs, 1910 - diffusa in Perù sud-orientale e Bolivia occidentale
- Nothura darwinii boliviana Salvadori, 1895 - diffusa in Bolivia occidentale
- Nothura darwinii darwinii Gray, 1867 - diffusa in Argentina centro-meridionale
- Nothura darwinii peruviana Berlepsch & Stolzmann, 1906 - diffusa in Perù meridionale
- Nothura darwinii salvadorii Hartert, 1909 - diffusa in Argentina occidentale